# Opostegoides
Opostegoides là một chi bướm đêm thuộc họ Opostegidae.

## Các loài
- Opostegoides albellus Sinev, 1990
- Opostegoides argentisoma Puplesis & Robinson, 1999
- Opostegoides auriptera Puplesis & Robinson, 1999
- Opostegoides bicolorella Sinev, 1990
- Opostegoides cameroni Puplesis & Robinson, 1999
- Opostegoides epistolaris (Meyrick, 1911)
- Opostegoides flavimacula Puplesis & Robinson, 1999
- Opostegoides gephyraea (Meyrick, 1881)
- Opostegoides gorgonea Puplesis & Robinson, 1999
- Opostegoides index Meyrick, 1922
- Opostegoides longipedicella Puplesis & Robinson, 1999
- Opostegoides malaysiensis D.R. Davis, 1989
- Opostegoides menthinella (Mann, 1855)
- Opostegoides minodensis (Kuroko, 1982)
- Opostegoides nephelozona (Meyrick, 1915)
- Opostegoides omelkoi Kozlov, 1985
- Opostegoides padiensis Sinev, 1990
- Opostegoides pelorrhoa (Meyrick, 1915)
- Opostegoides scioterma (Meyrick, 1920)
- Opostegoides sinevi Kozlov, 1985
- Opostegoides spinifera Puplesis & Robinson, 1999
- Opostegoides tetroa (Meyrick, 1907)
- Opostegoides thailandica Puplesis & Robinson, 1999
- Opostegoides uvida (Meyrick, 1915)